# Banco de Occidente (Colombia)

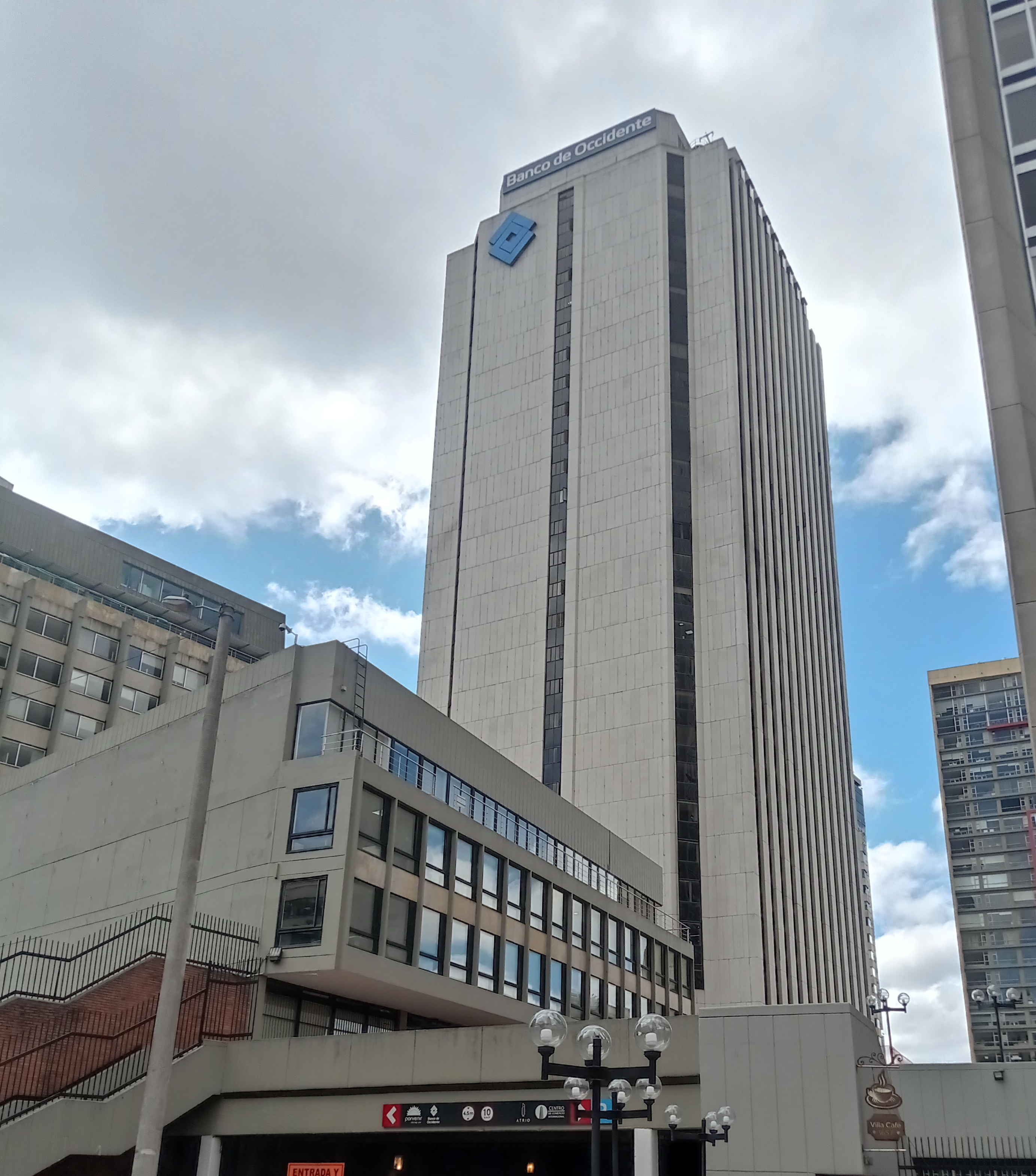
Sede principal en Bogotá.

El Banco de Occidente (BVC: OCCIDENTE) es una entidad financiera  colombiana perteneciente al Grupo Aval Acciones y Valores, con sede principal en la ciudad de Cali que lleva una trayectoria de cincuenta y ocho años.
Banco contaba con una red de 15 oficinas, un patrimonio aproximadamente 74 millones de pesos y activos totales del orden de 685 millones.
En 1973, El Banco de Occidente inició una nueva etapa bajo la orientación del grupo económico Sarmiento Angulo, el cual lo fortaleció con recursos de capital y su reconocida experiencia, transformando profundamente la institución y ampliando sus horizontes, hasta convertirla en una entidad de proyección nacional e internacional.
A finales del 76 el Banco lanzó su propio sistema de tarjeta de crédito Credencial, inspirado en el potencial bancario de este instrumento como medio para hacer compras y pagos. 
Durante la segunda mitad de los años 70, el sector bancario en Colombia enfrentaba ya de manera incipiente algunos de los retos que hoy son grandes y desafiantes realidades. La modernización tecnológica como fuente de productividad y de capacidad para la prestación de servicios cada vez mayores y más exigentes y la creciente competencia sobre los recursos del público, con un grave impacto sobre los costos financieros y el margen de intermediación del sector.
Al llegar 1980 el Banco ha desarrollado ya considerablemente su red de oficinas y su envergadura financiera, lo que lo lleva a formar Direcciones Regionales. En diciembre de ese año el Banco cuenta con 80 oficinas, activos por 16.000 millones de pesos y un patrimonio de 1.875 millones de pesos. En junio de 1982 el Banco inaugura su filial Banco de Occidente de Panamá, como respuesta a la necesidad de nuevos recursos para el financiamiento externo.
En 1989 La operación Polar Cap fue un trabajo coordinado de la DEA, el FBI y las administraciones de impuestos y aduana de los Estados Unidos. Por lo menos dos agentes encubiertos de la DEA fueron infiltrados en la organización llamada "La Mina" que, según las autoridades norteamericanas, actuaba bajo las órdenes de Pablo Escobar, Jorge Luis Ochoa y Gustavo Gaviria, como cabezas del cartel de Medellín, con el fin de introducir y distribuir cocaína en los Estados Unidos, y sacar de ese país los beneficios en dólares de estas ventas ilegales. las cuales fueron lavados en el banco occidente en Panamá.
Para el 28 de febrero de 2005 y el 2 de octubre de 2006 se iniciaron nuevos procesos de integración comercial con el Banco Aliadas y Banco Unión Colombiano respectivamente logrando así fortalecer y ampliar sus servicios. En junio de 1997 inaugura su nueva sede principal en el sector histórico de Cali, donde se concentra la Dirección General del Banco, el Personal de la Región Sur occidental, sus Filiales y Vinculadas.

## Reconocimientos
- En 2019, el Banco de Occidente fue reconocido por Great Place to Work Institute como la décima mejor empresa para trabajar en el país, siendo el banco con mejor posición en el escalafón.[4]

- En 2010, el Banco de Occidente fue reconocido por la Revista Dinero y Great Place to Work Institute como la quinta mejor empresa para trabajar en el país, siendo el banco con mejor posición en el listado.[5]

- El Banco de Occidente ocupó el tercer lugar en los premios otorgados por el Fondo Nacional de Garantías a las instituciones que con su respaldo fueron líderes en 2008 en el financiamiento de las Mipymes, destacándose como la entidad con la menor siniestralidad en créditos.[cita requerida]

- Según publicación del Periódico Portafolio del 10 de noviembre de 2006, el Banco de Occidente se ubicó en el puesto 10 en marcas individuales en Colombia con una valoración entre 50 y 100 millones de dólares, de acuerdo con valoración realizada por Compassbranding, quien adaptó las metodologías empleadas internacionalmente a las circunstancias colombianas y las limitaciones de información pública disponible en el país.[cita requerida]